# Joe Pesci
Joseph Frank "Joe" Pesci (Newark, Nova Jersey, 9 de febrer de 1943) és un actor estatunidenc.

## Joventut
Joseph Pesci és un actor estatunidenc d'origen italià.
Joe Pesci comença la seva carrera d'actor de ben jove, apareixent a mitjans dels anys 50 en la sèrie de televisió "Star Time Kids". Abandona ràpidament els estudis per provar una carrera de cantant de bars, i es fa guitarrista d'un grup, els Joe Dee & The Starliters. El 1961, fa els seus primers passos a la pantalla gran, amb un paper que no surt als crèdits a Hey, Let's Twist. Experiència sense futur per a ell, ja que li cal esperar quinze anys abans de tornar davant de les càmeres per a The Death Collector.

## Carrera
La sort li somriu no obstant això, ja que en la seva actuació s'hi fixen Robert De Niro i Martin Scorsese. Aquest últim el contacta per fer el paper del germà del boxejador Jake La Motta a Toro salvatge: una actuació saludada per una nominació a l'Oscar al millor actor secundari i per l'obtenció del BAFTA a la millor esperança per a un paper principal. Després d'una volta el 1984 amb Sergio Leone per a l'immens fresc de Hi havia una vegada a Amèrica, ofereix un contrapunt còmic al duo Mel Gibson / Danny Glover amb el personatge de Leo Getz, a la segona part de la saga Arma letal. Un personatge que retrobarà dues vegades el 1992 i 1998, sempre sota la batuta de Richard Donner. El 1988, accepta interpretar Mr Big, un padrí de la droga, a Moonwalker. El 1990, Martin Scorsese el crida de nou per a Un dels nostres, una saga del crim en el qual encarna el gàngster psicopàtic Tommy DeVito, que aprofita la menor espurna per posar en marxa una matança. Unànimement saludada pel públic i la crítica, la seva brillant actuació és premiada amb l'Oscar al millor actor secundari. Un univers al qual ja està decididament acostumat, ja que el director li ofereix el 1995 el paper del neuròtic Nicky Santoro en el brillant Casino, on actua de braç dret de Robert De Niro i sucumbeix a la venal Sharon Stone. Paper bastant similar al que tenia en Un dels nostres el 1990. El 1993, a Una història del Bronx, té un paper menor.
Sens dubte cansat dels papers de mafiós al qual els productors l'han aïllat sovint, Joe Pesci s'ha imposat sobretot en els anys 1990 en el registre de la comèdia, amb més o menys èxit. Gàngster equivocat i patètic en Sol a casa i la seva continuació, fa una breu volta pel thriller polític amb JFK, abans d'encarnar un advocat somrient en la comèdia My Cousin Vinny. Però malgrat alguns papers menors, entre els quals una breu aparició a Una història del Bronx, la primera realització del seu vell còmplice Robert De Niro, l'actor es fa rar. El 2007, The Good Shepherd marca la seva tornada després de vuit anys d'absència de la pantalla gran.

## Filmografia
| Any  | Pel·lícula                                                        | Paper                                     | Notes                                                                                       |
| ---- | ----------------------------------------------------------------- | ----------------------------------------- | ------------------------------------------------------------------------------------------- |
| 1961 | Hey, Let's Twist                                                  | Dancer at the Peppermint Club             | no surt als crèdits                                                                         |
| 1969 | Out Of It                                                         | Michael                                   |                                                                                             |
| 1976 | The Death Collector                                               | Joe Salvino                               |                                                                                             |
| 1980 | Toro salvatge (Raging Bull)                                       | Joey LaMotta                              | Nominada — Oscar al millor actor secundari Nominada — Globus d'Or al millor actor secundari |
| 1982 | Dear Mr. Wonderful                                                | Ruby Dennis                               |                                                                                             |
| 1982 | I'm Dancing as Fast as I Can                                      | Roger                                     |                                                                                             |
| 1983 | Diner fàcil (Easy Money)                                          | Nicky Cerone                              |                                                                                             |
| 1984 | Hi havia una vegada a Amèrica (Once Upon A Time In America)       | Frankie Minaldi                           |                                                                                             |
| 1984 | Tutti dentro                                                      | Corrado Parrisi                           |                                                                                             |
| 1984 | Eureka                                                            | Mayakofsky                                |                                                                                             |
| 1987 | Man on Fire                                                       | David Coolidge                            |                                                                                             |
| 1988 | Moonwalker                                                        | Frankie Lideo (també conegut com Mr. Big) |                                                                                             |
| 1988 | The Legendary Life of Ernest Hemingway                            |                                           |                                                                                             |
| 1989 | Arma letal 2 (Lethal Weapon 2)                                    | Leo Getz                                  |                                                                                             |
| 1990 | Betsy's Wedding                                                   | Oscar Henner                              |                                                                                             |
| 1990 | Un dels nostres (Goodfellas)                                      | Tommy DeVito                              | Oscar al millor actor secundari Nominada — Globus d'Or al millor actor secundari            |
| 1990 | Sol a casa (Home Alone)                                           | Harry Lyme                                |                                                                                             |
| 1990 | Catchfire                                                         | Leo Carelli (no surt als crèdits)         | també conegut com Backtrack                                                                 |
| 1991 | The Super                                                         | Louie Kritski                             |                                                                                             |
| 1991 | JFK                                                               | David Ferrie                              |                                                                                             |
| 1992 | My Cousin Vinny                                                   | Vincent LaGuardia Gambini                 |                                                                                             |
| 1992 | Arma letal 3 (Lethal Weapon 3)                                    | Leo Getz                                  |                                                                                             |
| 1992 | The Public Eye                                                    | Leon Bernstein                            |                                                                                             |
| 1992 | Sol a casa 2: Perdut a Nova York (Home Alone 2: Lost In New York) | Harry Lyme                                |                                                                                             |
| 1992 | Tales from the Crypt                                              | Con man (Split Personality)               |                                                                                             |
| 1993 | Una història del Bronx (A Bronx Tale)                             | Carmine                                   | Cameo                                                                                       |
| 1994 | Jimmy Hollywood                                                   | Jimmy Alto                                |                                                                                             |
| 1994 | With Honors                                                       | Simon Wilder                              |                                                                                             |
| 1995 | Casino                                                            | Nicky Santoro                             |                                                                                             |
| 1997 | 8 caps dins una bossa de viatge (8 Heads In A Duffel Bag)         | Tommy Big Balls                           |                                                                                             |
| 1997 | Gone Fishin'                                                      | Joe Waters                                |                                                                                             |
| 1998 | Arma letal 4 (Lethal Weapon 4)                                    | Leo Getz (Agent de l'Estat)               |                                                                                             |
| 2006 | The Good Shepherd                                                 | Joseph Palmi                              | Cameo                                                                                       |
| 2010 | Love Ranch                                                        | Charlie Botempo                           |                                                                                             |
| 2015 | A Warrior's Tail                                                  | Mosquit                                   | Veu                                                                                         |
| 2019 | The Irishman                                                      | Russell Bufalino                          |                                                                                             |